# Lộc vừng
Lộc vừng, còn gọi là chiếc hay lộc mưng (danh pháp khoa học: Barringtonia acutangula) là một loài thuộc chi Lộc vừng, là loài cây bản địa của các vùng đất ẩm ven biển Nam Á và Bắc Úc, từ Afghanistan đến Philippin và Queensland.
Tại Đông Nam Á, loài này phân bố ở Việt Nam, Lào, Campuchia, Thái Lan. Ở Việt Nam, cây mọc khắp nơi, từ Bắc vào Nam ra tới Côn Đảo.
Cây lộc vừng có thân và gốc đẹp, hoa thường màu đỏ và lá của nó có hình mác, khi nở có hương thơm, được dùng làm cây cảnh. Có người xếp lộc vừng vào bốn loại cây cảnh quý: sanh, sung, tùng, lộc.

## Lộc vừng hoa đỏ
Lộc vừng hoa đỏ còn gọi là chiếc khế, có danh pháp khoa học là Barringtonia acutangula (L.) Gaertn. subsp. spicata (Blume) Payens. Đây là phân loài của các nước Đông Nam Á. Ở Việt Nam, có gặp từ Hòa Bình vào đến Bình Dương. 

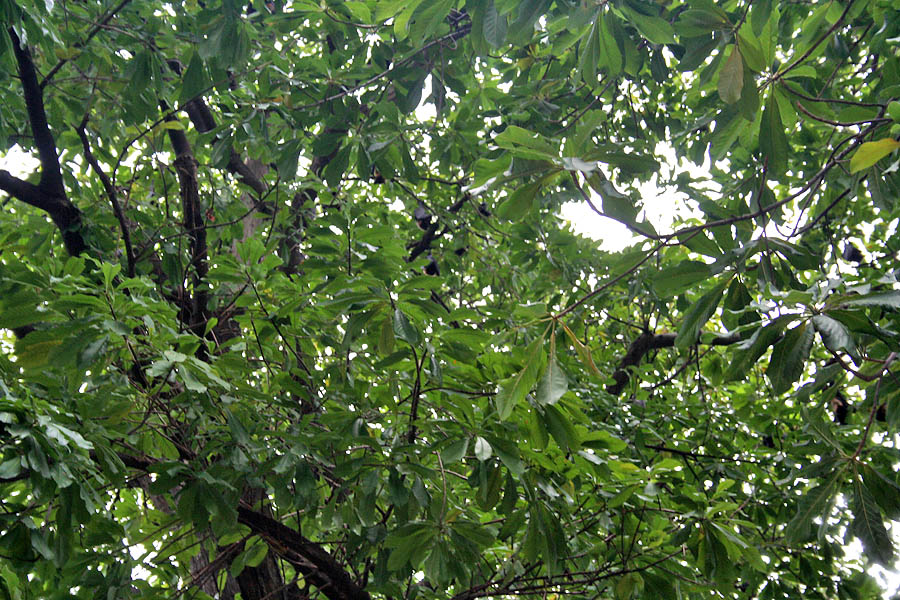
Cây lộc vừng ở Kolkata, Tây Bengal, Ấn Độ.
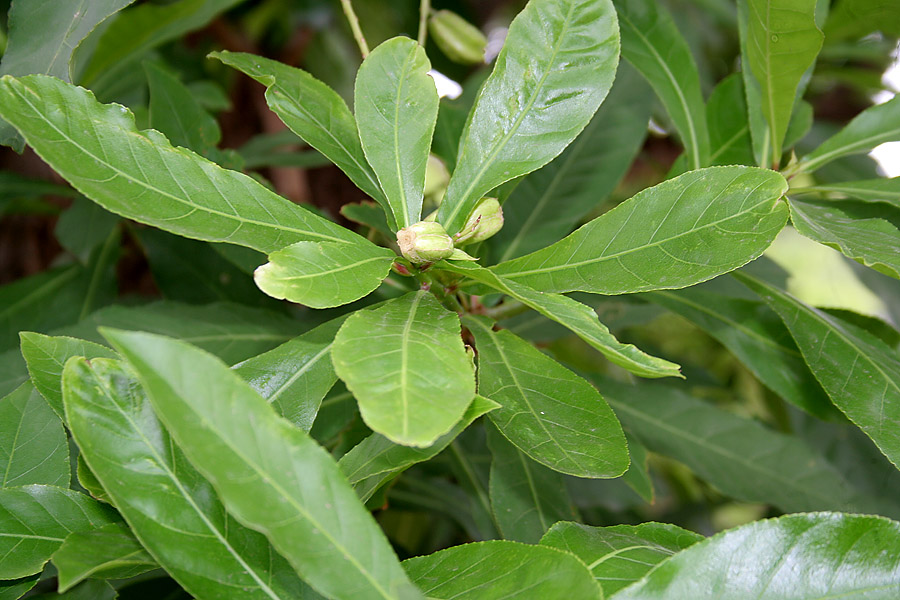
Quả lộc vừng ở Kolkata, Tây Bengal, Ấn Độ.
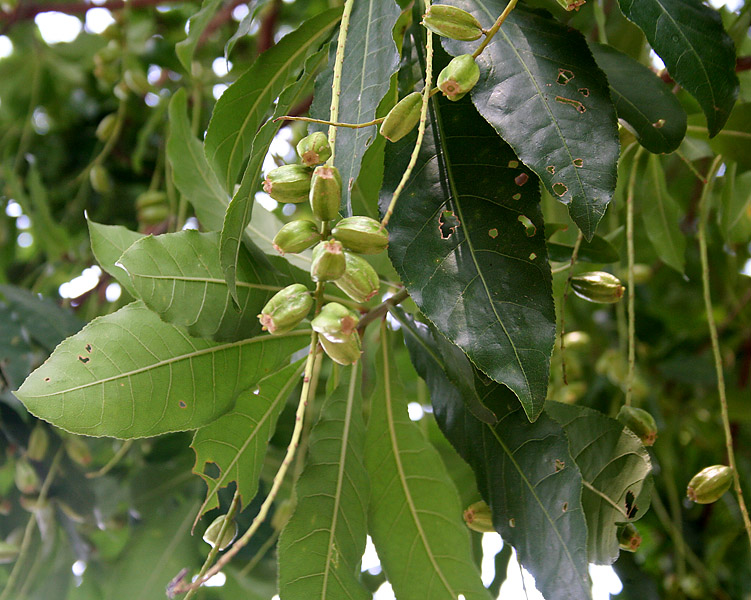
Quả lộc vừng ở Kolkata, Tây Bengal, Ấn Độ.
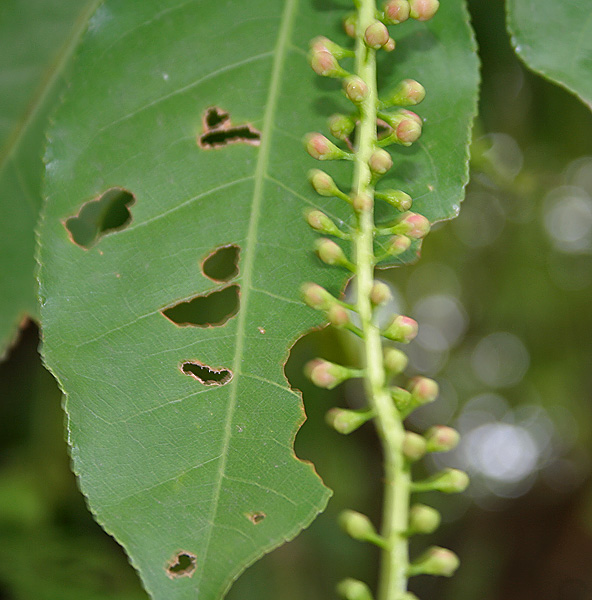
Hoa lộc vừng ở Kolkata, Tây Bengal, Ấn Độ.
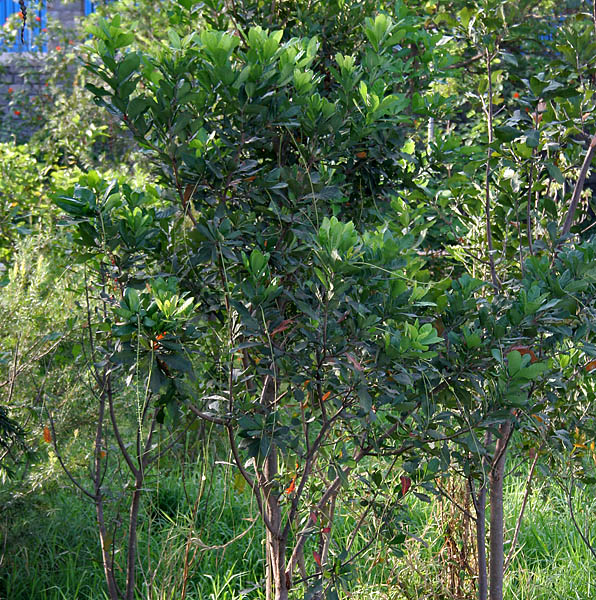
Cây lộc vừng ở Hyderabad, Ấn Độ.
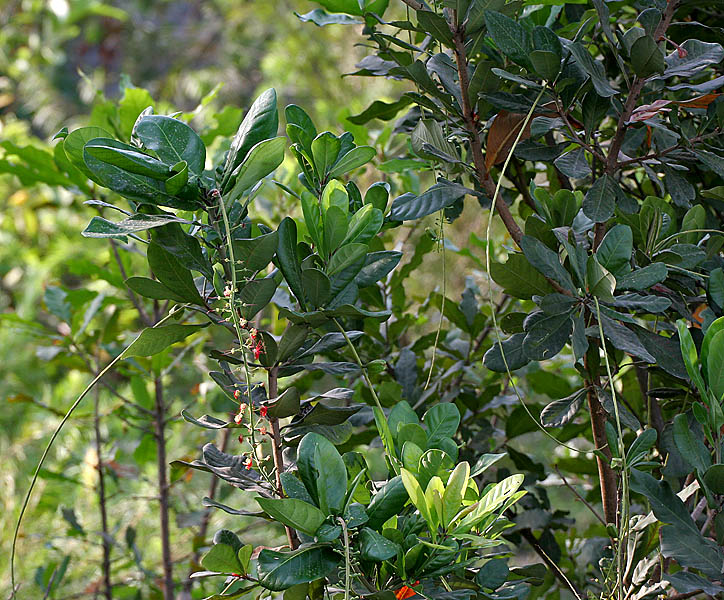
Hoa lộc vừng ở Hyderabad, Ấn Độ.
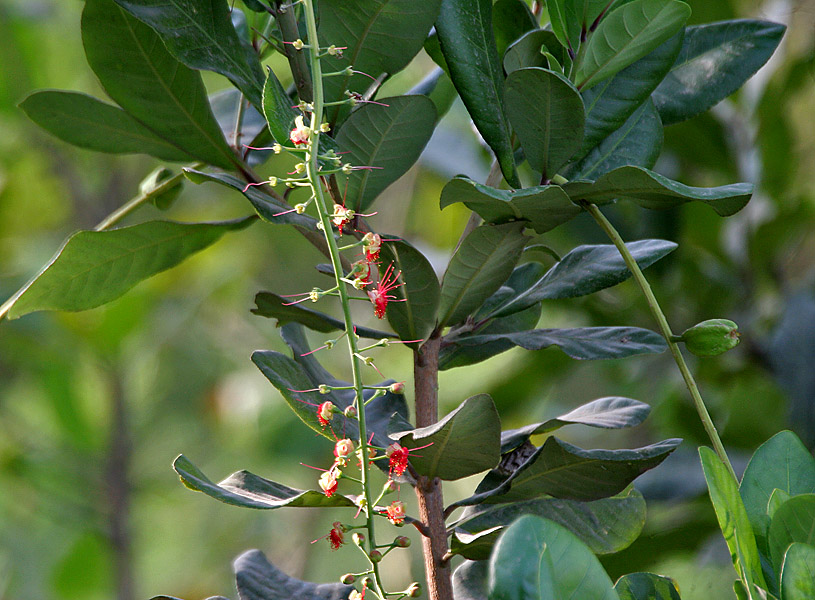
Hoa lộc vừng ở Hyderabad, Ấn Độ.
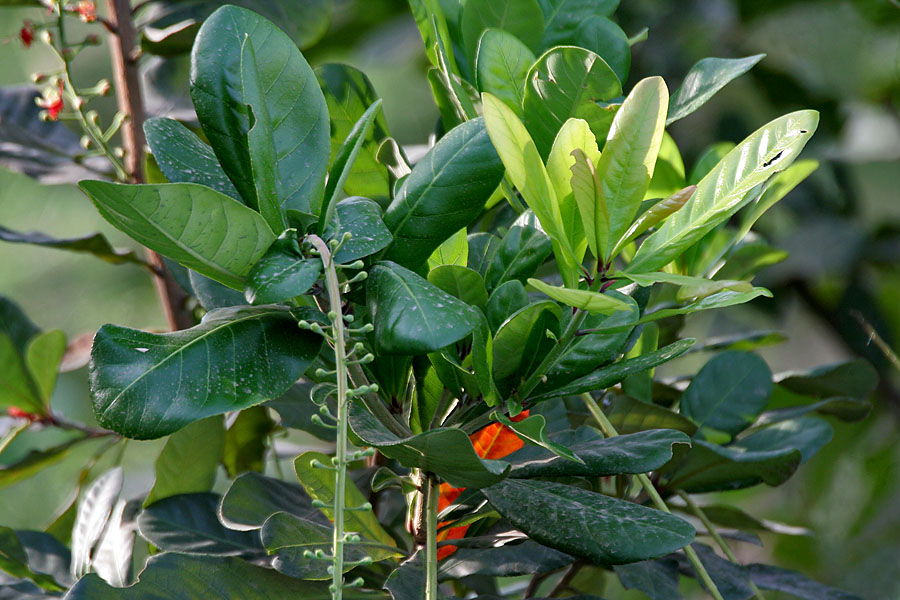
Hoa lộc vừng ở Hyderabad, Ấn Độ.
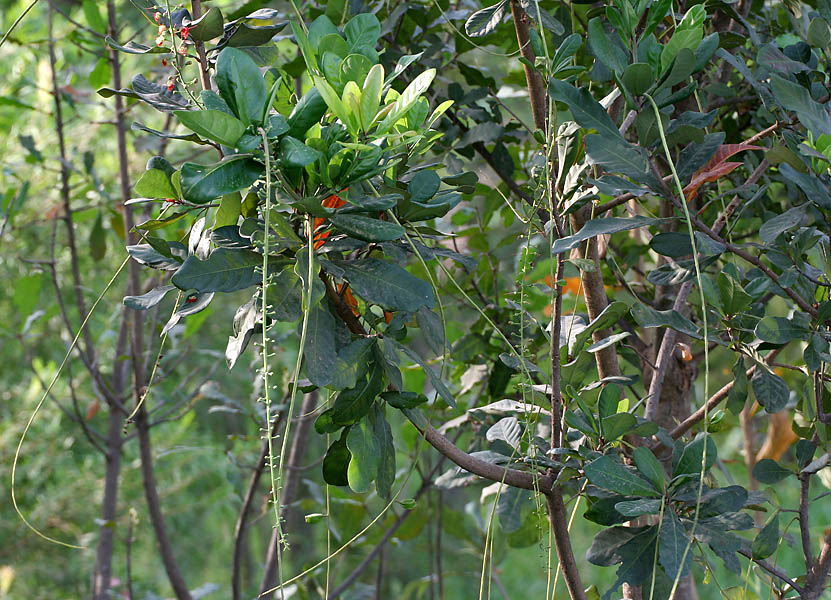
Hoa lộc vừng ở Hyderabad, Ấn Độ.